# 张罔
张罔（？—362年）十六国时期前秦秦雍地区胡首领，休屠胡（屠各胡）人。
约在361年至362年，张罔聚众起事反前秦，拥兵数千，自称大单于。攻掠周邻郡县。前秦苻坚任命尚书邓羌为建节将军，率兵七千讨伐。张罔因众寡不敌，兵败。